# Thymus moroderi
Thymus moroderi là một loài thực vật có hoa trong họ Hoa môi. Loài này được Pau ex Martínez miêu tả khoa học đầu tiên năm 1934.

## Hình ảnh

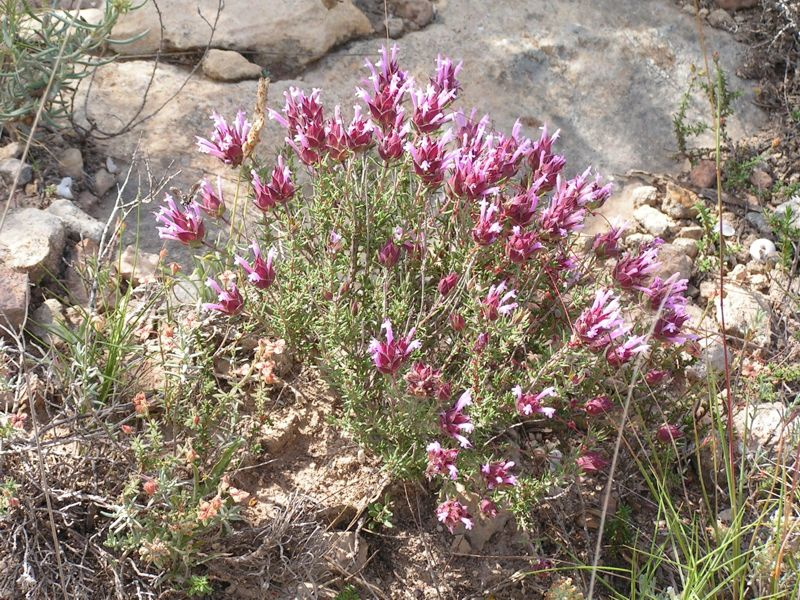
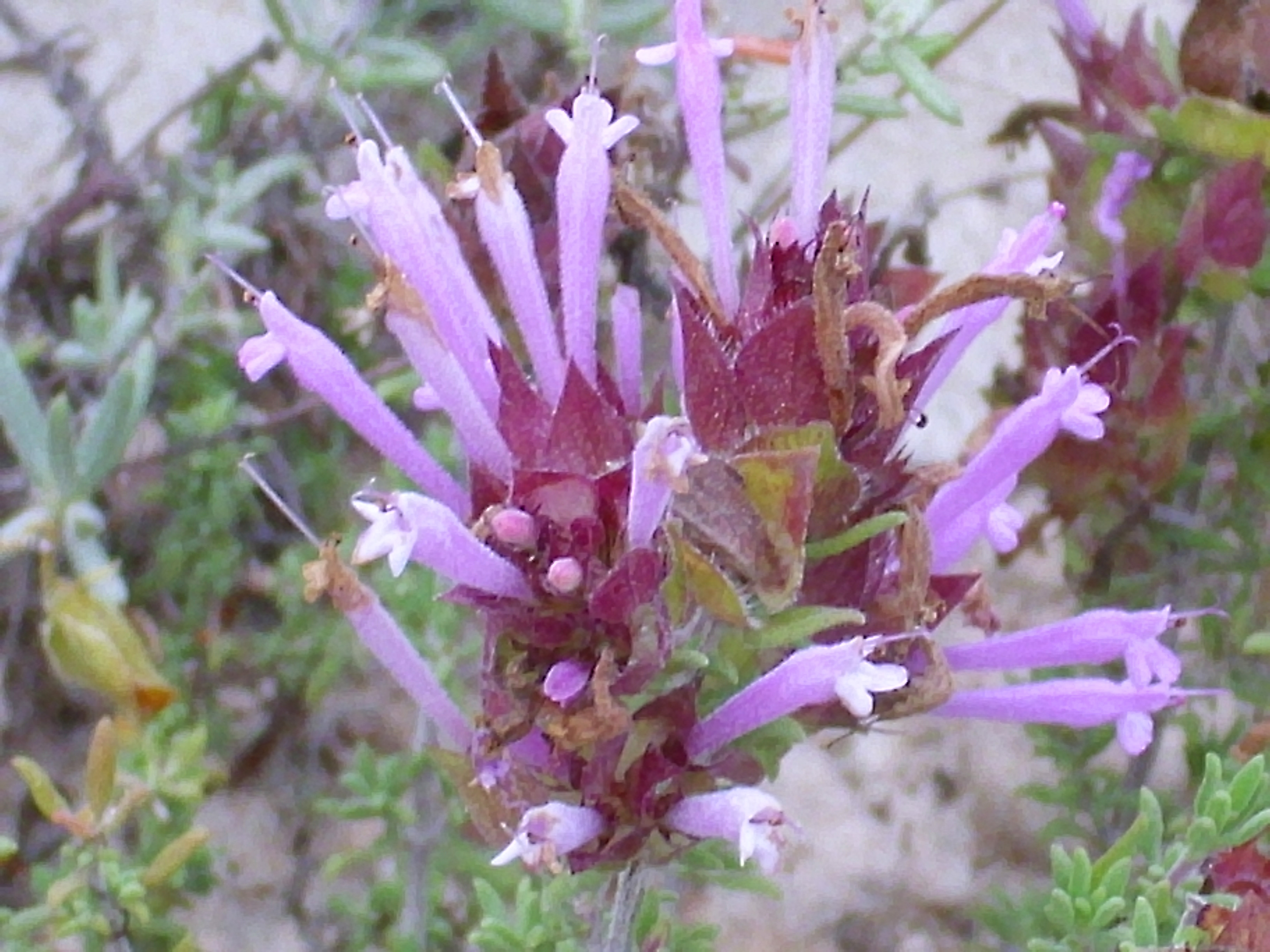
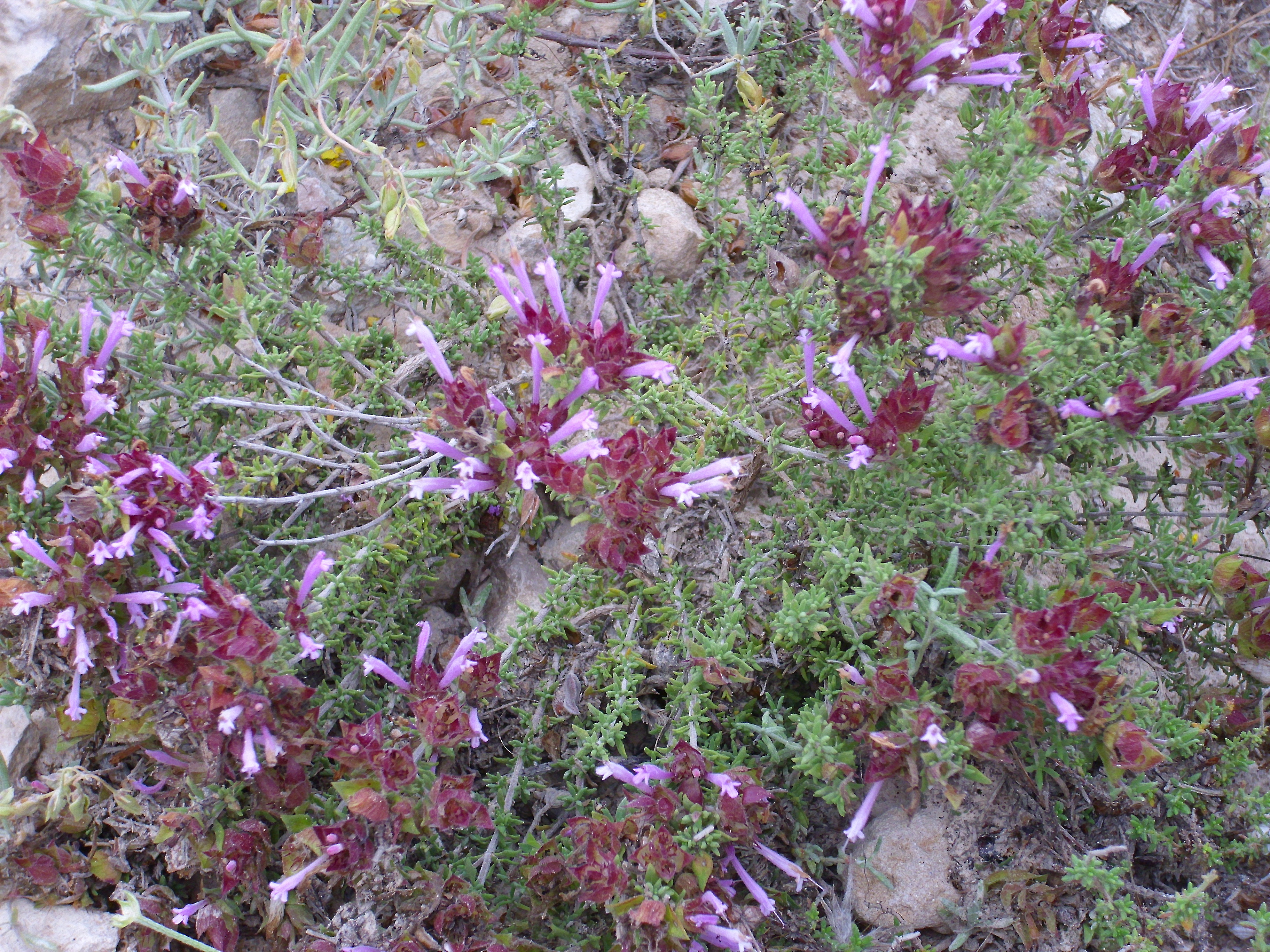